# Флавія Пеннетта
Флавія Пеннетта (італ. Flavia Pennetta) — італійська тенісистка, чемпіонка Відкритого чемпіонату США 2015 в одиночному розряді, чемпіонка Відкритого чемпіонату Австралії 2011 в парному розряді, колишній лідер парного рейтингу WTA. 
Паннетта першою із італійських тенісисток увійша до чільної десятки рейтингу WTA. Сталося це в серпні 2009-го. Разом із подругами зі збірної Італії вона тричі вигравала Кубок Федерації — у 2006, 2009 та 2010 роках.

## Турніри великого шолома
На Відкритому чемпіонаті Австралії 2011, граючи в одиночному розряді,  Пеннетта добралася до четвертого кола, де поступилася Петрі Квітовій. У парному розряді, граючи з Хіселою Дулко, Флавія перемогла в фіналі й здобула свій перший Великий шолом.
На Відкритому чемпіонаті США 2013 Флавія добралася до півфіналу, де поступилася Вікторії Азаренко.
Пеннетта виграла Відкритий чемпіонат США 2015 року в одиночному розряді й одразу оголосила про завершення кар'єри тенісистки в кінці сезону. Вона стала найстаршою тенісисткою з початку відкритої ери, якій титул переможниці турніру Великого шолома підкорився у віці понад 30 років.

## Особисте життя
Пеннетта одружена з італійським тенісистом Фабіо Фоніні. У травні 2017-го вона народила сина.

## Статистика

### Фінали турнірів Великого шолома

#### Одиночний розряд: 1 титул
| Результат | Рік  | Турнір  | Поверхня | Супротивниця  | Рахунок       |
| --------- | ---- | ------- | -------- | ------------- | ------------- |
| Перемога  | 2015 | US Open | Хард     | Роберта Вінчі | 7–6(7–4), 6–2 |

#### Парний розряд: 3 (1 титул)
| Результат | Рік  | Турнір          | Поверхня | Партнерка        | Супротивниці                      | Рахунок       |
| --------- | ---- | --------------- | -------- | ---------------- | --------------------------------- | ------------- |
| Поразка   | 2005 | US Open         | Хард     | Олена Дементьєва | Ліза Реймонд Саманта Стосур       | 2–6, 7–5, 3–6 |
| Перемога  | 2011 | Australian Open | Хард     | Хісела Дулко     | Вікторія Азаренко Марія Кириленко | 2–6, 7–5, 6–1 |
| Поразка   | 2014 | US Open         | Хард     | Мартіна Хінгіс   | Катерина Макарова Олена Весніна   | 6–2, 3–6, 2–6 |

## Фінали турнірів WTA

### Одиночний розряд: 25 (11 титулів, 14 поразок)
| Легенда                                            |
| -------------------------------------------------- |
| Турніри Великого шлему (1–0)                       |
| WTA Elite Trophy (0–1)                             |
| WTA 1000 (Premier M) (1–0)                         |
| WTA 500 (Tier II / Premier) (1–2)                  |
| WTA 250 (Tier III / Tier V / International) (8–11) |

| Фінали за покриттям |
| ------------------- |
| Тверде (4–6)        |
| Ґрунт (7–8)         |

| Результат | В-П   | Дата     | Турнір                                                | Категорія     | Покриття   | Опонент                 | Рахунок            |
| --------- | ----- | -------- | ----------------------------------------------------- | ------------- | ---------- | ----------------------- | ------------------ |
| Поразка   | 0–1   | Бер 2004 | Abierto Mexicano TELCEL                               | Tier III      | Ґрунт      | Івета Бенешова          | 6–7(5–7), 4–6      |
| Поразка   | 0–2   | Лип 2004 | Internazionali Femminili di Tennis di Palermo, Італія | Tier V        | Ґрунт      | Анабель Медіна Гаррігес | 4–6, 4–6           |
| Перемога  | 1–2   | Сер 2004 | Orange Warsaw Open, Польща                            | Tier III      | Ґрунт      | Клара Коукалова         | 7–5, 3–6, 6–3      |
| Перемога  | 2–2   | Лют 2005 | Copa Colsanitas Santander, Колумбія                   | Tier III      | Ґрунт      | Лурдес Домінгес Ліно    | 7–6, 6–4           |
| Перемога  | 3–2   | Лют 2005 | Mexican Open                                          | Tier III      | Ґрунт      | Людмила Черванова       | 3–6, 7–5, 6–3      |
| Поразка   | 3–3   | Січ 2006 | Australian Тверде Court Championships                 | Tier III      | Тверде     | Луціє Шафарова          | 3–6, 6–3, 5–7      |
| Поразка   | 3–4   | Лют 2006 | Copa Colsanitas, Колумбія                             | Tier III      | Ґрунт      | Лурдес Домінгес Ліно    | 6–7(3–7), 4–6      |
| Поразка   | 3–5   | Бер 2006 | Mexican Open                                          | Tier III      | Ґрунт      | Анна-Лена Гренефельд    | 1–6, 6–4, 2–6      |
| Поразка   | 3–6   | Бер 2007 | Mexican Open                                          | Tier III      | Ґрунт      | Емілі Луа               | 6–7(0–7), 4–6      |
| Перемога  | 4–6   | Жов 2007 | Bangkok Open, Таїланд                                 | Tier III      | Тверде     | Латіша Чжань            | 6–1, 6–3           |
| Перемога  | 5–6   | Лют 2008 | Cachantún Cup, Чилі                                   | Tier III      | Ґрунт      | Клара Коукалова         | 6–4, 5–4 ret.      |
| Перемога  | 6–6   | Бер 2008 | Mexican Open                                          | Tier III      | Ґрунт      | Алізе Корне             | 6–0, 4–6, 6–1      |
| Поразка   | 6–7   | Лип 2008 | LA Women's Tennis Championships, U.S.                 | Tier II       | Тверде     | Дінара Сафіна           | 4–6, 2–6           |
| Поразка   | 6–8   | Жов 2008 | Zurich Open, Швейцарія                                | Tier II       | Тверде (i) | Вінус Вільямс           | 6–7(1–7), 2–6      |
| Поразка   | 6–9   | Лют 2009 | Mexican Open                                          | International | Ґрунт      | Вінус Вільямс           | 1–6, 2–6           |
| Перемога  | 7–9   | Лип 2009 | Palermo International, Італія                         | International | Ґрунт      | Сара Еррані             | 6–1, 6–2           |
| Перемога  | 8–9   | Сер 2009 | LA Championships, U.S.                                | Premier       | Тверде     | Саманта Стосур          | 6–4, 6–3           |
| Поразка   | 8–10  | Січ 2010 | WTA Auckland Open, Нова Зеландія                      | International | Тверде     | Яніна Вікмаєр           | 3–6, 2–6           |
| Перемога  | 9–10  | Кві 2010 | Andalucia Tennis Experience, Іспанія                  | International | Ґрунт      | Карла Суарес Наварро    | 6–2, 4–6, 6–3      |
| Поразка   | 9–11  | Лип 2010 | Palermo International, Італія                         | International | Ґрунт      | Кая Канепі              | 4–6, 3–6           |
| Поразка   | 9–12  | Січ 2012 | Auckland Open, Нова Зеландія                          | International | Тверде     | Чжен Цзє                | 6–2, 3–6, 0–2 ret. |
| Поразка   | 9–13  | Бер 2012 | Mexican Open                                          | International | Ґрунт      | Сара Еррані             | 7–5, 6–7(2–7), 0–6 |
| Перемога  | 10–13 | Бер 2014 | Indian Wells Open, U.S.                               | Premier M     | Тверде     | Агнешка Радванська      | 6–2, 6–1           |
| Поразка   | 10–14 | Лис 2014 | Турнір чемпіонок WTA, Болгарія                        | Elite         | Тверде (i) | Андреа Петкович         | 6–1, 4–6, 3–6      |
| Перемога  | 11–14 | Вер 2015 | Відкритий чемпіонат США з тенісу                      | Grand Slam    | Тверде     | Роберта Вінчі           | 7–6(7–4), 6–2      |

### Парний розряд: 34 (17 титулів, 17 поразок)
| Легенда                                            |
| -------------------------------------------------- |
| Турніри Великого шолома (1–2)                      |
| Фінал WTA (1–0)                                    |
| WTA 1000 (Tier I / Premier 5 / Premier M) (4–6)    |
| WTA 500 (Tier II / Premier ) (4–2)                 |
| WTA 250 (Tier III / Tier IV / International) (7–7) |

| Фінали за покриттям |
| ------------------- |
| Тверде (10–7)       |
| Трава (1–2)         |
| Ґрунт (6–8)         |
| Килим (0–0)         |

| Результат | В-П   | Дата     | Турнір                                         | Категорія     | Покриття   | Партнер              | Опонент                                           | Рахунок                |
| --------- | ----- | -------- | ---------------------------------------------- | ------------- | ---------- | -------------------- | ------------------------------------------------- | ---------------------- |
| Перемога  | 1–0   | Сер 2005 | LA Women's Tennis Championships, U.S.          | Tier II       | Тверде     | Олена Дементьєва     | - Анджела Гейнс - Бетані Маттек-Сендс             | 6–2, 6–4               |
| Поразка   | 1–1   | Вер 2005 | Відкритий чемпіонат США з тенісу               | Grand Slam    | Тверде     | Олена Дементьєва     | - Ліза Реймонд - Саманта Стосур                   | 2–6, 7–5, 3–6          |
| Перемога  | 2–1   | Лют 2006 | Copa Colsanitas Santander, Колумбія            | Tier III      | Ґрунт      | Хісела Дулко         | - Агнеш Савай - Ясмін Вер                         | 7–6, 6–1               |
| Поразка   | 2–2   | Тра 2006 | German Open                                    | Tier I        | Ґрунт      | Олена Дементьєва     | - Янь Цзи - Чжен Цзє                              | 2–6, 3–6               |
| Поразка   | 2–3   | Лют 2007 | Copa Colsanitas, Колумбія                      | Tier III      | Ґрунт      | Роберта Вінчі        | - Лурдес Домінгес Ліно - Паола Суарес             | 6–1, 3–6, [9–11]       |
| Поразка   | 2–4   | Чер 2007 | Barcelona Ladies Open, Іспанія                 | Tier IV       | Ґрунт      | Лурдес Домінгес Ліно | - Аранча Парра Сантонха - Нурія Льягостера Вівес  | 7–6(7–3), 2–6, [12–10] |
| Перемога  | 3–4   | Кві 2008 | Estoril Open, Португалія                       | Tier IV       | Ґрунт      | Марія Кириленко      | Мервана Югич-Салкич Іпек Шенолу                   | 6–4, 6–4               |
| Поразка   | 3–5   | Лип 2008 | Мастерс Канада                                 | Tier I        | Тверде     | Марія Кириленко      | - Кара Блек - Лізель Губер                        | 1–6, 1–6               |
| Перемога  | 4–5   | Січ 2009 | Hobart International, Австралія                | International | Тверде     | Хісела Дулко         | - Альона Бондаренко - Катерина Бондаренко         | 6–2, 7–6(7–4)          |
| Поразка   | 4–6   | Лют 2009 | Copa Colsanitas, Колумбія                      | International | Ґрунт      | Хісела Дулко         | Нурія Льягостера Вівес Марія Хосе Мартінес Санчес | 5–7, 6–3, [7–10]       |
| Поразка   | 4–7   | Тра 2009 | Porsche Tennis Grand Prix, Німеччина           | Premier       | Ґрунт (i)  | Хісела Дулко         | Бетані Маттек-Сендс Надія Петрова                 | 7–5, 3–6, [7–10]       |
| Перемога  | 5–7   | Чер 2009 | Rosmalen Grass Court Championships, Нідерланди | International | Трава      | Сара Еррані          | - Міхаелла Крайчек - Яніна Вікмаєр                | 6–4, 5–7, [13–11]      |
| Перемога  | 6–7   | Лип 2009 | Swedish Open                                   | International | Ґрунт      | Хісела Дулко         | Нурія Льягостера Вівес Марія Хосе Мартінес Санчес | 6–2, 0–6, [10–5]       |
| Перемога  | 7–7   | Кві 2010 | Відкритий чемпіонат Маямі з тенісу, U.S.       | Premier M     | Тверде     | Хісела Дулко         | Надія Петрова Саманта Стосур                      | 6–3, 4–6, [10–7]       |
| Перемога  | 8–7   | Тра 2010 | Stuttgart Open, Німеччина                      | Premier       | Ґрунт      | Хісела Дулко         | - Квета Пешке - Катарина Среботнік                | 3–6, 7–6(7–3), [10–5]  |
| Перемога  | 9–7   | Тра 2010 | Мастерс Рим                                    | Premier 5     | Ґрунт      | Хісела Дулко         | Нурія Льягостера Вівес Марія Хосе Мартінес Санчес | 6–4, 6–2               |
| Поразка   | 9–8   | Тра 2010 | Мастерс Мадрид, Іспанія                        | Premier M     | Ґрунт      | Хісела Дулко         | - Серена Вільямс - Вінус Вільямс                  | 2–6, 5–7               |
| Перемога  | 10–8  | Лип 2010 | Swedish Open (2)                               | International | Ґрунт      | Хісела Дулко         | - Рената Ворачова - Барбора Стрицова              | 7–6(7–0), 6–0          |
| Перемога  | 11–8  | Сер 2010 | Canadian Open (Montréal)                       | Premier 5     | Тверде     | Хісела Дулко         | Квета Пешке Катарина Среботнік                    | 7–5, 3–6, [12–10]      |
| Поразка   | 11–9  | Жов 2010 | China Open                                     | Premier M     | Тверде     | Хісела Дулко         | - Чжуан Цзяжун - Ольга Говорцова                  | 6–7(2–7), 6–1, [7–10]  |
| Перемога  | 12–9  | Жов 2010 | Кубок Кремля, Росія                            | Premier       | Тверде (i) | Хісела Дулко         | Сара Еррані Марія Хосе Мартінес Санчес            | 6–3, 2–6, [10–6]       |
| Перемога  | 13–9  | Жов 2010 | Фінал WTA, Катар                               | Фінали        | Тверде     | Хісела Дулко         | Квета Пешке Катарина Среботнік                    | 7–5, 6–4               |
| Перемога  | 14–9  | Січ 2011 | Відкритий чемпіонат Австралії з тенісу         | Grand Slam    | Тверде     | Хісела Дулко         | Вікторія Азаренко Марія Кириленко                 | 2–6, 7–5, 6–1          |
| Поразка   | 14–10 | Чер 2011 | Rosmalen Championships, Нідерланди             | International | Трава      | Домініка Цібулкова   | Barbora Záhlavová-Strýcová Клара Коукалова        | 6–1, 4–6, [7–10]       |
| Поразка   | 14–11 | Жов 2011 | Toray Pan Pacific Open, Японія                 | Premier 5     | Тверде     | Хісела Дулко         | Лізель Губер Ліза Реймонд                         | 6–7(4–7), 6–0, [6–10]  |
| Поразка   | 14–12 | Жов 2011 | КНР Open                                       | Premier M     | Тверде     | Хісела Дулко         | Квета Пешке Катарина Среботнік                    | 3–6, 4–6               |
| Поразка   | 14–13 | Січ 2012 | WTA Auckland Open, Нова Зеландія               | International | Тверде     | Юлія Гергес          | - Андреа Сестіні Главачкова - Луціє Градецька     | 7–6(7–2), 2–6, [7–10]  |
| Поразка   | 14–14 | Кві 2012 | Barcelona Open, Іспанія                        | International | Ґрунт      | Франческа Ск'явоне   | Сара Еррані Роберта Вінчі                         | 0–6, 2–6               |
| Поразка   | 14–15 | Лип 2013 | Swedish Open                                   | International | Ґрунт      | Александра Дулгеру   | Анабель Медіна Гаррігес Klára Zakopalová          | 1–6, 4–6               |
| Перемога  | 15–15 | Жов 2013 | Japan Women's Open                             | International | Тверде     | Крістіна Младенович  | Саманта Стосур Чжан Шуай                          | 6–4, 6–3               |
| Поразка   | 15–16 | Чер 2014 | Eastbourne International, UK                   | Premier       | Трава      | Мартіна Хінгіс       | - Чжань Хаоцін - Латіша Чжань                     | 3–6, 7–5, [7–10]       |
| Поразка   | 15–17 | Вер 2014 | US Open                                        | Grand Slam    | Тверде     | Мартіна Хінгіс       | - Катерина Макарова - Олена Весніна               | 6–2, 3–6, 2–6          |
| Перемога  | 16–17 | Вер 2014 | Wuhan Open, КНР                                | Premier 5     | Тверде     | Мартіна Хінгіс       | Кара Блек Каролін Гарсія                          | 6–4, 5–7, [12–10]      |
| Перемога  | 17–17 | Жов 2014 | Kremlin Cup, Росія                             | Premier       | Тверде (i) | Мартіна Хінгіс       | Каролін Гарсія Аранча Парра Сантонха              | 6–3, 7–5               |